# Paracyprichromis
Genre
Le genre Paracyprichromis regroupe 2 espèces de poissons de la famille des Cichlidae. Toutes sont endémiques du lac Tanganyika. Ce sont des poissons que l'on rencontre parfois en vaste banc de plusieurs milliers d'individus.

## Liste d'espèces
Selon ITIS et FishBase :
- Paracyprichromis brieni  (Poll, 1981)
- Paracyprichromis nigripinnis  (Boulenger, 1901)